# Гридин, Леонид Александрович
Гридин Леонид Александрович (род. 14 апреля 1950) — российский медик, специалист в области медицинской реабилитации и мануальной терапии, полковник медицинской службы, заслуженный врач Российской Федерации, доктор медицинских наук, профессор. Заведующий кафедрой мануальной терапии и остеопатии 1-го МГМУ им. И.М. Сеченова.  Генеральный директор АО "Московский центр проблем здоровья" при Правительстве Москвы.

## Образование
- В 1974 году окончил Военно-медицинскую академию имени С.М. Кирова с дипломом по специальности "лечебно-профилактическое дело".
- Окончил факультет руководящего медицинского состава Военно-медицинской академии имени С.М. Кирова с отличием в 1983 году.
- В период с 1991 года по 1995 год стажировался и работал в клинике Шин-Атсу г.Токио (Япония).

## Профессиональная деятельность

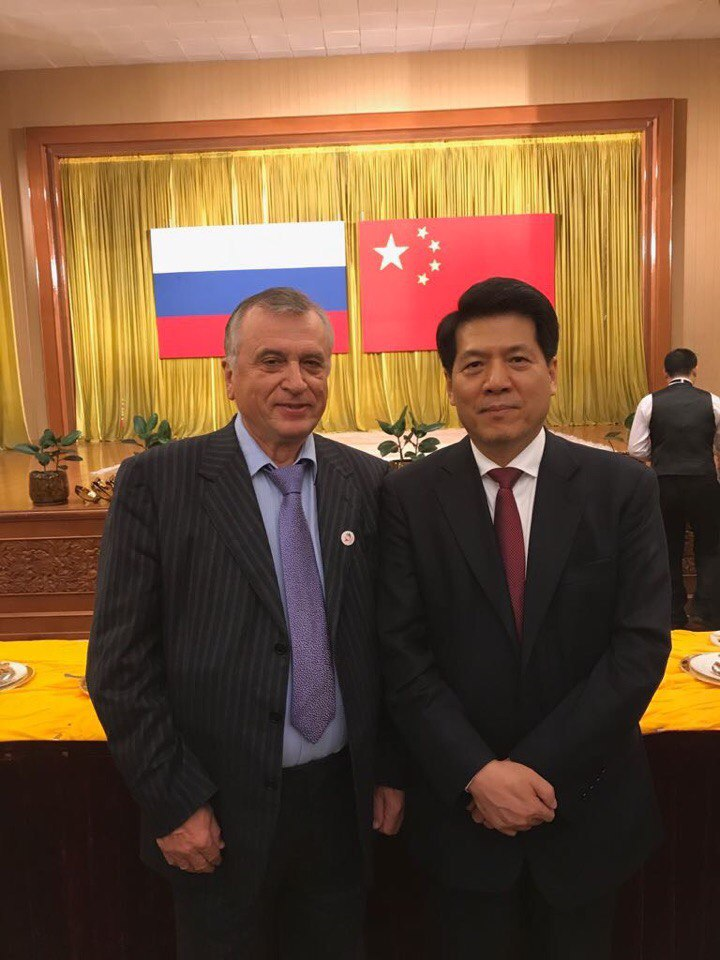
Встреча с Чрезвычайным и Полномочным Послом КНР в РФ г-м Ли Хуэй 7.06.2017 года по случаю приёма в посольстве в кругах традиционной китайской медицины.

Проходил военную службу на врачебных должностях в Вооруженных силах СССР (1974-1991).
Руководитель лечебно-оздоровительного комплекса Генерального штаба ВС РФ (1983), первый заместитель начальника медицинской службы государств-участников Варшавского договора (1988-1991).
Ассистент (1992), доцент (1993), профессор (2002) кафедры восстановительной медицины, профессор кафедры нелекарственных методов лечения (2003). Московской медицинской академии им. И.М. Сеченова. В 2004 году организовал и возглавил кафедру  мануальной терапии Московской медицинской академии им. И.М. Сеченова. С 2016 года заведующий кафедрой мануальной терапии и остеопатии 1-го Московского Государственного медицинского университета им. И.М. Сеченова. На кафедре ведется большая работа по сертификации и переподготовки специалистов с высшим медицинским образованием для лечебных учреждений города Москвы. Одновременно с 1998 года возглавил Московский центр проблем здоровья при Правительстве Москвы. В 1998 и в 2002 году защитил кандидатскую и докторскую диссертации по специальности «Восстановительная медицина», посвященные решению проблем медицинской реабилитации. В 2003 году по этой же специальности ему было присвоено ученое звание профессор.  
Л.А. Гридин известен разработками и внедрением в практику методов реабилитации летного состава и военнослужащих, подверженных воздействию стресс-факторов. Занимался изучением эффективности применения комплекса методов и средств нетрадиционной медицины для ускорения процессов восстановления функционального состояния лиц опасных профессий, что создало предпосылки для продления профессионального долголетия этих специалистов и привело к значительному социально-экономическому эффекту.
Действительный член Российской секции Международной академии наук, является членом специализированного ученого совета по восстановительной медицине, лечебной физкультуре, курортологии и физиотерапии. Входит в Совет Московского профессионального объединения мануальных терапевтов. Автор и соавтор свыше 150 научных трудов, в том числе 6 монографий.
Заслуженный врач PCФСР Гридин Леонид Александрович является видным ученым и клиницистом в области методов и средств нетрадиционной медицины, восстановительной медицины и мануальной терапии, а также комплексного применения корриагирующих технологий с учетом потенцирования эффектов восстановления функциональных ресурсов.  За разработку и внедрение в практику формирования и сохранения здоровья лиц опасных профессий и населения новых технологий экстремальной, авиакосмической и восстановительной медицины присуждена Премия Правительства РФ в 2004 году в области науки и техники. 
Председатель комиссии для проведения аккредитации врачей по специальности "Остеопатия" в ФГАОУ ВО Первый МГМУ им. И.М. Сеченова Минздрава России 2022г. 
Член комиссии для проведения аккредитации врачей по специальности "Мануальная терапия" ФГБУ "НМИЦ РК" Минздрава России. 
с 2017 г. – член  диссертационного совета Д 208.040.16. по специальностям 14.03.11 – Восстановительная медицина, спортивная медицина, лечебная физкультура, курортология, и физиотерапия (медицинские науки), 14.02.06 – Медико-социальная экспертиза и медико-социальная реабилитация (медицинские науки), 14.03.05 – Судебная медицина (медицинские науки) на базе Первого МГМУ им. И.М. Сеченова Минздрава России (Сеченовский Университет) 
Научные интересы: Организация здравоохранения и общественное здоровье, экология человека, медицина окружающей среды, арктическая медицина, авиационная и космическая медицина. Основоположник новых направлений научных исследований: восстановительная медицина. 

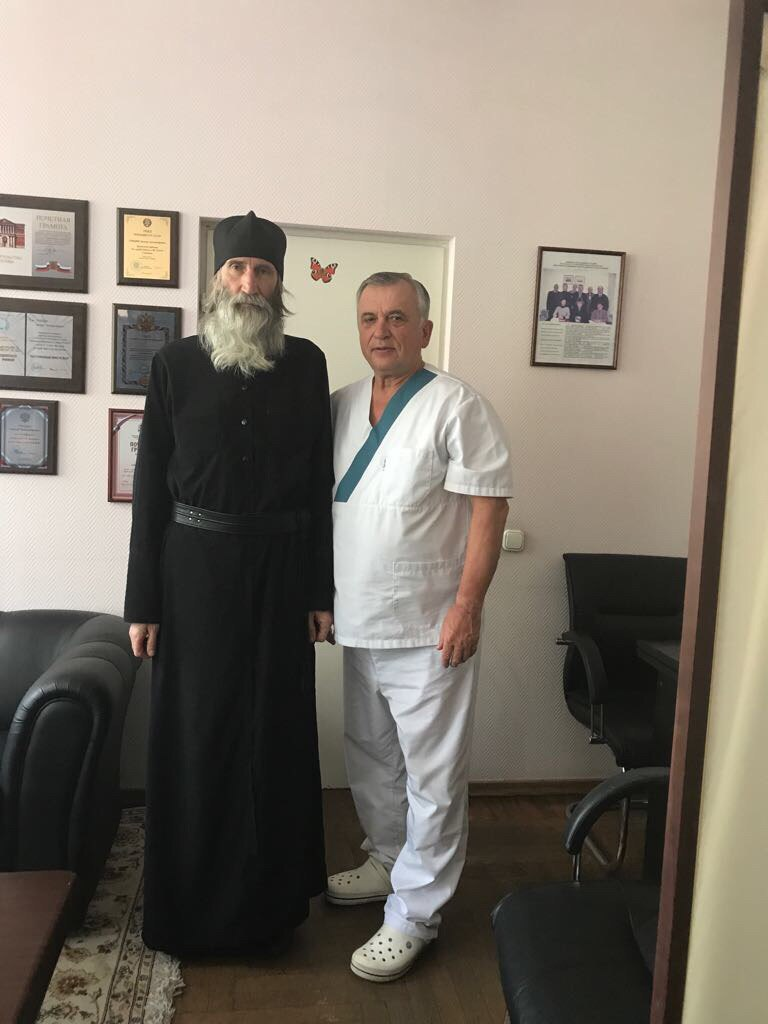
С Героем Советского Союза Бурковым В.А. с 2016 года монах Киприан.

## Основные публикаци
1.Гридин Л.А.  и др.; Влияние физических упражнений и нутритивной поддержки на пациентов пожилого и старческого возраста с саркопеническим ожирением. 2024г. Т.9.  N 3. С. 14-25.
2. Гридин Л.А.  и др.; Влияние аппаратных методик тренировки баланса на риск падений, постуральный контроль и когнитивные функции у пожилых людей с хронической ишемией головного мозга. (рандомизированное контролируемое исследование). 2023г. Т.100. N 6. с. 31-39.
3. Гридин Л.А. и др.;  Анализ эффективности применения различных методов реабилитации пациентов с субакроминальным импинджмент-синдромом.  2023г. Т. 100.  N 6. С. 66-76.
4. Гридин Л.А. и др.;  Профилактика разрыва ахиллова сухожилия при занятиях физической культурой и спортом: факторы предрасположенности.  2023г. Т. 13. N 2. С. 30-38. 
5. Гридин Л.А. и др.;  Опыт включения аппаратных тренировок постурального контроля  в комплексные программы реабилитации пациентов пожилого возраста. 2023г.  N 2. С. 69-79. 
6. Гридин Л.А. и др.;  Остеопатия как инновационный вектор в восстановительной и спортивной медицине.  2023г. Т. 23. N 1. С. 151-158. 
7. 